# Mahasena corbetti
Mahasena corbetti är en fjärilsart som beskrevs av Willie Horace Thomas Tams 1928. Mahasena corbetti ingår i släktet Mahasena och familjen säckspinnare. Inga underarter finns listade i Catalogue of Life.